# سیارک ۴۲۸۰
سیارک ۴۲۸۰ (به انگلیسی: 4280 Simonenko، نامگذاری:1985PF2) چهار هزار و دویست و هشتادمین سیارک کشف شده‌است که در ۱۳ اوت ۱۹۸۵ کشف شد.
قدر مطلق سیارک برابر ۱۳٫۲۰ است.